# Agresja (prawo)

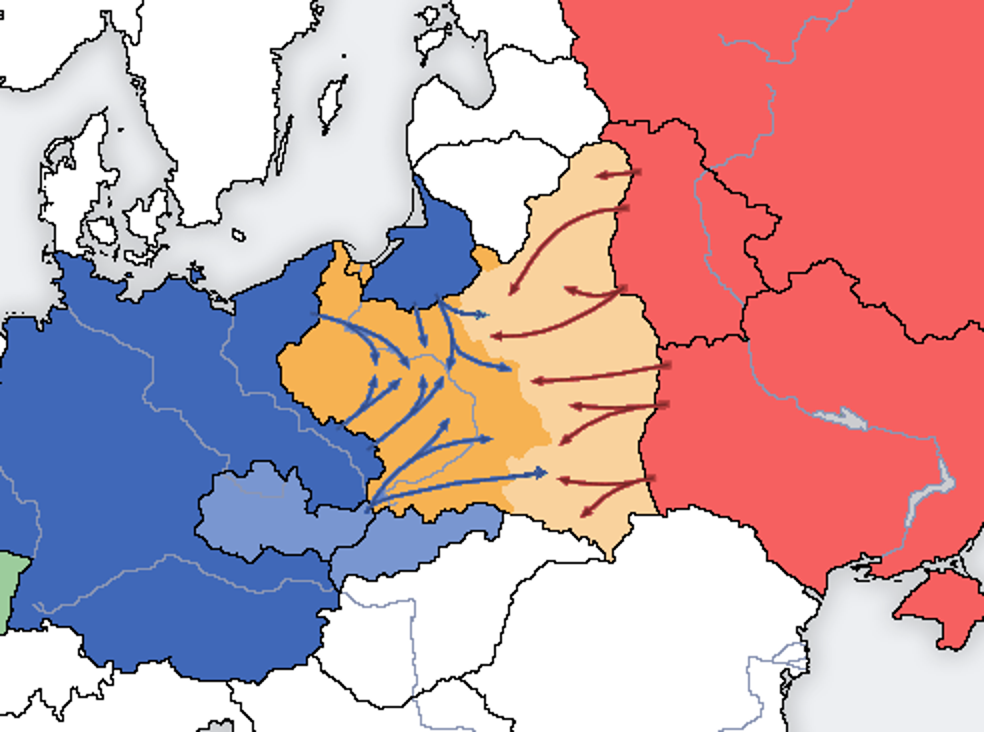
Agresja III Rzeszy i ZSRR na Polskę w 1939 r.

Agresja (łac. aggressio – napaść, natarcie) – w prawie międzynarodowym określenie zbrojnej napaści (najazdu, ataku) jednego lub kilku państw na inne. Państwo, które pierwsze dokonało aktu agresji na inne określa się mianem agresora. Agresja powoduje zazwyczaj rozpoczęcie wojny. Ofiara agresji ma prawo do samoobrony, w której mogą pomagać jej też inne państwa.
Agresja jest w prawie międzynarodowym zakazana, jak również w prawie polskim, a naruszenie tego zakazu stanowi zbrodnię przeciwko pokojowi. Współcześnie agresja nie może być też sposobem trwałego powiększenia terytorium państwowego, gdyż obszar zajęty w ten sposób nie może być legalnie włączony do terytorium agresora, stając się co najwyżej terytorium przezeń okupowanym.

## Definicja
Sojusze zawierane na przełomie XIX i XX wieku zwykle unikały określenia agresji, ograniczały się do zwrotów typu jeśli jedna ze stron zostanie ofiarą napaści trzeciego państwa, druga udzieli napadniętej pomocy, czasem jedynie zastrzegano o ile napaść nastąpi bez sprowokowania ze strony napadniętego.
Konwencje tworzące Stały Trybunał Arbitrażowy obligowały strony do zapobieżenia w granicach możliwości uciekania się do siły w stosunkach pomiędzy państwami i używania wszelkich wysiłków w celu zapewnienia pokojowego rozstrzygania sporów międzynarodowych, lecz ius ad bellum uchodziło nadal za przejaw suwerenności. Pogwałcenie neutralności Belgii przez armię niemiecką na początku I wojny światowej było wyraźną agresją, Traktat wersalski w art. 227 określał to jako najwyższą obrazę moralności międzynarodowej i świętej powagi traktatów zaś art. 231 uznawał, że wojna została narzucona przez napaść ze strony Niemiec i ich sprzymierzeńców art. 232 zobowiązywał do odszkodowania za straty spowodowane przez wzmiankowaną napaść.
Liga Narodów kilkakrotnie lecz bezskutecznie próbowała potępić wojnę agresywną, artykuł 10 i następne jej Paktu nakazywał członkom organizacji pokojowe rozstrzyganie konfliktów. Wymienić tu należy „Układ o wzajemnej pomocy” z 29 września 1923 oraz Protokół Genewski z 2 października 1924 o pokojowym rozstrzyganiu sporów dozwalający jedynie na prowadzenie wojny obronnej lub jako akcji zbrojnej prowadzonej z upoważnienia Ligi.
Traktat z Locarno (1925) w art. 2.1 na równi z agresją traktował remilitaryzację strefy zdemilitaryzowanej.
W 1928 r. zawarto w Paryżu Pakt Brianda-Kellogga mówiący o rezygnacji z wojny jako środka załatwiania sporów międzynarodowych. W 1933 w Londynie jako uzupełnienie Paktu podpisana została Konwencja o określeniu agresji, zgodnie z którą agresją jest, o ile zostało popełnione jako pierwsze:
1) Wypowiedzenie wojny innemu państwu
2) Napad przy pomocy swych sił zbrojnych na terytorium innego państwa, nawet bez wypowiedzenia wojny
3) Zaatakowanie przy pomocy swych sił lądowych, morskich lub powietrznych, terytorium, okrętów lub samolotów innego państwa, nawet bez wypowiedzenia wojny
4) Blokada morska wybrzeża lub portów innego państwa
5) Poparcie użyczone bandom uzbrojonym, które, zorganizowawszy się na jego terytorium, dokonają najazdu na terytorium innego Państwa jak również odmowa, pomimo żądania państwa najechanego, poczynienia na swym własnym terytorium, wszystkich, będących w jego mocy zarządzeń, w celu pozbawienia powyższych band wszelkiej pomocy lub opieki.
Karta Narodów Zjednoczonych (1945) zabrania członkom stosowania groźby lub użycia siły (the threat or use of force) przeciwko całości terytorialnej lub niepodległości któregokolwiek państwa (art. 2.4). W razie zagrożenia lub naruszenia pokoju, bądź aktu agresji Rada Bezpieczeństwa może dozwolić na działania zbrojne w celu utrzymania albo przywrócenia międzynarodowego pokoju i bezpieczeństwa (art. 39 – 42). Państwo napadnięte odpierając napaść powinno bezzwłocznie powiadomić o tym Radę (art. 51).
Porozumienie tworzące Międzynarodowy Trybunał Wojskowy (1945) definiuje w art. VI(a) zbrodnie przeciw pokojowi: planowanie, przygotowywanie, początkowanie lub prowadzenie wojny napastniczej albo wojny będącej pogwałceniem traktatów, porozumień lub gwarancji międzynarodowych, albo współudział w planie lub zmowie w celu dokonania jednego z wyżej wymienionych czynów.
Komisja Prawa Międzynarodowego w projekcie Międzynarodowego Kodeksu Karnego (1954) przygotowanym na polecenie Zgromadzenia Ogólnego ONZ za przestępstwa przeciwko pokojowi i bezpieczeństwu ludzkości uznała m.in.:
1. każdy akt agresji łącznie z użyciem przez państwo sił zbrojnych przeciwko innemu państwu w celu innym niż samoobrona narodowa bądź zbiorowa, albo w wykonaniu decyzji bądź zalecenia właściwego organu Narodów Zjednoczonych
2. groźba dokonania agresji
3. przygotowanie sił zbrojnych przez władze państwa dla ich użycia wedle pkt. 1
4. organizowanie lub zachęcanie do organizowania przez władze państwa uzbrojonych band na obszarze innego państwa lub na innym obszarze, lecz w celu wtargnięcia na obszar innego państwa, bądź tolerowanie takich band czy udzielanie im wsparcia
5. przedsięwzięcie, zachęcanie lub tolerowanie przez władze państwa działań, mających na celu wzniecenie wojny domowej w innym państwie 
7. złamanie zobowiązań umowy międzynarodowej, mających na celu zapewnienie pokoju i bezpieczeństwa za pomocą ograniczeń zbrojeń
W Deklaracji Zgromadzenia ONZ 2131/XX z 21 grudnia 1965 roku o niedopuszczalności interwencji w sprawy wewnętrzne państw i o ochronie ich niezawisłości i suwerenności uznano, że zbrojna interwencja jest tożsama z agresją (armed intervention is synonymous with aggression). W następnych latach uchwalano kolejne rezolucje o tej tematyce.
Zgromadzenie Ogólne ONZ przyjęło 14 grudnia 1974 na 29 posiedzeniu rezolucję Nr 3314 (XXIX) zawierającą definicję agresji, wzorowaną na Konwencji z 1933 wprowadzając pewne uzupełnienia. Określa ona agresję jako użycie siły zbrojnej przez państwo lub grupę państw przeciw suwerenności terytorialnej lub niezawisłości politycznej innego państwa (bez względu na to czy należy do ONZ).
Artykuł 1 Agresją jest użycie siły zbrojnej przeciwko suwerenności, integralności terytorialnej lub niepodległości politycznej innego państwa lub w jakikolwiek inny sposób niezgodny z Kartą Narodów Zjednoczonych, jak to określono w niniejszej definicji.
Artykuł 2 stanowi Użycie siły zbrojnej z pogwałceniem Karty przez państwo, działające jako pierwsze, stanowi dowód prima facie aktu agresji, chociaż Rada Bezpieczeństwa może – działając zgodnie z Kartą – dojść do wniosku, że stwierdzenie, iż został popełniony akt agresji, nie jest uzasadnione w świetle innych stosownych okoliczności, w tym również dlatego, że określone akty lub ich skutki nie są dostatecznie poważne.
W artykule 3 przytacza przykłady agresji, bez względu na to czy nastąpiło wypowiedzenie wojny:
a) inwazja lub atak sił zbrojnych jednego państwa na terytorium innego państwa, albo wszelka okupacja wojskowa nawet czasowa będąca wynikiem takiej inwazji czy ataku lub też aneksja terytorium lub części terytorium innego państwa przy użyciu siły;
b) bombardowanie przez siły zbrojne państwa terytorium innego państwa lub użycie przez państwo jakichkolwiek innych broni przeciwko terytorium innego państwa;
c) blokada portów lub wybrzeża państwa przez siły zbrojne innego państwa;
d) atak sił zbrojnych państwa na siły zbrojne lądowe, morskie lub powietrzne albo na marynarkę lub lotnictwo cywilne innego państwa:
e) użycie sił zbrojnych państwa znajdujących się na terytorium drugiego państwa za zgodą państwa przyjmującego niezgodnie z warunkami przewidzianymi w umowie lub wszelkie przedłużenie ich pobytu na tym terytorium po zakończeniu obowiązywania umowy;
f) wyrażenie przez państwo zgody by jego terytorium, które oddało do dyspozycji innemu państwu było wykorzystane do dokonania agresji przeciwko państwu trzeciemu;
g) wysyłanie przez państwo lub w jego imieniu band lub grup zbrojnych, oddziałów nieregularnych lub najemników, które dokonują zbrojnych aktów przeciwko innemu państwu w stopniu dorównującym aktom wymienionym powyżej, względnie zaangażowanie się w znaczny sposób w takie działanie.
Artykuł 4 dozwala by Rada Bezpieczeństwa zgodnie z postanowieniami Karty uznała za agresję akt inny niż wymieniono w artykule 3.
Artykuł 5 głosi, iż nic nie jest usprawiedliwieniem agresji, a wynikłe z niej korzyści są uważane za nielegalne. Artykuł 6 zabrania interpretacji rezolucji w sposób sprzeczny z postanowieniami Karty ONZ o dozwolonym użyciu siły. Artykuł 7 zabrania interpretować rezolucję w sposób sprzeczny z prawem do stanowienia a zwłaszcza z Deklaracją zasad prawa międzynarodowego z 1970. Artykuł 8 nakazuje interpretować całą rezolucję łącznie.
Statut Międzynarodowego Trybunału Karnego po nowelizacji z 2010 w definicji agresji w art. 8 bis powtarza art. 3 rezolucji z 1974, wyliczenie jest enumeratywne bez możliwości uzupełnienia przez Radę Bezpieczeństwa. Zmianą w porównaniu z określeniami z 1933 i 1974 jest pominięcie wymogu pierwszego strzału, wedle którego winną napaści jest strona, która pierwsza użyła siły. Trybunał będzie mógł uwzględnić zarówno pierwszeństwo użycia siły, jak i animus aggressionis (łac. zamiar napaści). Stronami umowy o nowelizacji jest 37 państw, w tym Polska, do nabrania mocy potrzeba przynajmniej 30 ratyfikacji, co nastąpiło 17 lipca 2018 r. zgodnie z uchwałą państw stron z 14 grudnia 2017 r.